# Историјски музеј Босне и Херцеговине
Историјски музеј Босне и Херцеговине је музеј у Сарајеву, у којем се налази више од 400.000 историјских артефаката. Основан је 13. новембра 1945. године, а данашње име је добио 1993, назвавши се у једном тренутку музеј револуције Босне и Херцеговине.
Историјски музеј је једини музеј који садржи комплетну историју Босне и Херцеговине од њеног првог спомињања у историјским изворима (949. године, Константин VII Порфирогенит) до савремене и независне Босне и Херцеговине.
Током свих година постојања и рада, музеј је организовао 165 изложби и имао је три сталне поставке. Тренутно су у музеју постављене две сталне поставке Опкољено Сарајево и Босна и Херцеговина кроз векове.
Музеј је прикупио око 400.000 музејских предмета које обрађује, чува и презентује јавности приређујући сталне и повремене изложбе. Сва музејска грађа је доступна јавности, стручним и научним посетиоцима из земље и иностранства.
- Музеј 1963.